# Wrist curl

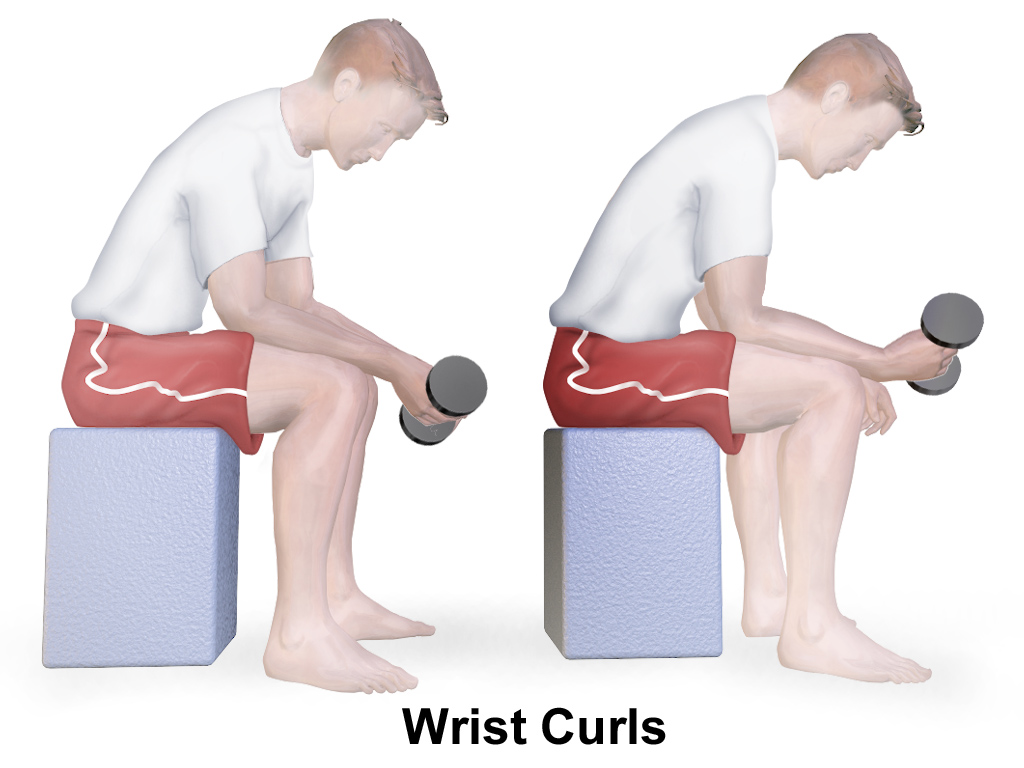
Fasi dell'esecuzione dell'esercizio.

Il wrist curl (in italiano "flessione del polso") è un esercizio di allenamento con pesi per sviluppare solo i muscoli flessori dell'avambraccio. È quindi un esercizio di isolamento. Idealmente, dovrebbe essere eseguito in combinazione con il "reverse wrist curl" (chiamato anche estensione del polso) per garantire parità di sviluppo dei muscoli flessori ed estensori del polso.

## Esecuzione
Il wrist curl può essere eseguito con un manubrio o con un bilanciere tenuto da entrambe le mani. 
Per eseguire un wrist curl da seduto, il sollevatore deve essere seduto su una panca piana con le ginocchia piegate e con l'avambraccio poggiato sulla coscia, o con gli avambracci sulla panca e le mani fuori da essa. Il palmo si rivolge verso l'alto e la mano deve essere libera di poter compiere un movimento verso il basso. Al punto di partenza, si piega il polso all'indietro in modo che le dita siano quasi rivolte verso il pavimento. Con un movimento costante, il sollevatore deve sollevare il manubrio (o il bilanciere) il più possibile. L'avambraccio deve rimanere poggiato sulla coscia. Quindi il peso si abbassa fino al punto di partenza.